# Nové Město nad Metují
Nové Město nad Metují (Duits: Neustadt an der Mettau) is een Tsjechische stad in de regio Hradec Králové, en maakt deel uit van het district Náchod. Nové Město nad Metují telt 10.180 inwoners (2006). Bereikbaar vanaf de niet ver gelegen stad Náchod via de lokale weg 14. Het is een mooie Renaissance stad aan de rivier Mettau (Metuje).

## Bestuurlijke indeling
Tot Nové Město nad Metují behoren Bradla (Barren), Krčín (Rodwald), Spy (Spie) en Vrchoviny (Werchowin).

## Bezienswaardigheden
- Kasteel Nové Město nad Metují
- Marktplein met het stadhuis
- Kerk van de Heilige Drie-eenheid uit 1519 met o.a. een barok orgel, mooi altaar en fresco's
- Pestzuil uit 1696
- Standbeeld van de Heilige Drie-eenheid, 1767
- Krčín

## Omgeving en landschap
- Adelaarsgebergte (Orlické horý)

Bezienswaardig zijn:
- Houten kerk in Slavoňov uit 1553
- Pekelské údoli (Teufelstal): ein Ausflugsziel in het romantische dal van de rivier Mettau, met een voormalige molen, die aan het begin van de 20e eenw op basis van plannen van de architect Dušan Jurkovič tot een gasthuis omgebouwd werd.

## Personen uit Nové Město nad Metují
- Johann Wilhelm von Stubenberg (1619-1663), barokdichter
- Vladimír Suchánek (1933-2021), grafisch kunstenaar

## Partnersteden
- Duszniki Zdrój - Polen
- Hilden - Duitsland
- Warrington / Engeland

Adršpach ·
Bezděkov nad Metují ·
Bohuslavice ·
Borová ·
Božanov ·
Broumov ·
Brzice ·
Bukovice ·
Černčice ·
Červená Hora ·
Červený Kostelec ·
Česká Čermná ·
Česká Metuje ·
Česká Skalice ·
Dolany ·
Dolní Radechová ·
Hejtmánkovice ·
Heřmanice ·
Heřmánkovice ·
Horní Radechová ·
Hořenice ·
Hořičky ·
Hronov ·
Hynčice ·
Chvalkovice ·
Jaroměř ·
Jasenná ·
Jestřebí ·
Jetřichov ·
Kramolna ·
Křinice ·
Lhota pod Hořičkami ·
Libchyně ·
Litoboř ·
Machov ·
Martínkovice ·
Mezilečí ·
Mezilesí ·
Meziměstí ·
Nahořany ·
Náchod ·
Nové Město nad Metují ·
Nový Hrádek ·
Nový Ples ·
Otovice ·
Police nad Metují ·
Provodov-Šonov ·
Přibyslav ·
Rasošky ·
Rožnov ·
Rychnovek ·
Říkov ·
Sendraž ·
Slatina nad Úpou ·
Slavětín nad Metují ·
Slavoňov ·
Stárkov ·
Studnice ·
Suchý Důl ·
Šestajovice ·
Šonov ·
Teplice nad Metují ·
Velichovky ·
Velká Jesenice ·
Velké Petrovice ·
Velké Poříčí ·
Velký Třebešov ·
Vernéřovice ·
Vestec ·
Vlkov ·
Vršovka ·
Vysoká Srbská ·
Vysokov ·
Zábrodí ·
Zaloňov ·
Žďár nad Metují ·
Žďárky ·
Žernov